# Edgefield (Dél-Karolina)
Edgefield város az USA Dél-Karolina államában. Lakosainak száma 2322 fő (2020. április 1.).

## Története
A mai Edgefield megye kezdeti betelepülésére a negyedszázadban, 1750 és 1775 között került sor. Néhány telepes a Dél-Karolinai Lowcountryból érkezett. A megyeszékhelyen 1785-ben megkezdődött a börtön és a bíróság építése. 1811-re iskola nyílt, majd több templom és még több ház épült.
1881-ben és 1884-ben a város teljes keleti és északi részét pusztító tűzvészek borították el. 1892-ben a Köztér déli és nyugati oldala leégett. 1884-ben városi rendeletet fogadtak el, amely előírta, hogy a városi tértől 500 lábon belül épülő összes új épületet téglából kell építeni.
Az 1960-as évek vége és az 1970-es évek eleje új fejlesztéseket hozott Edgefieldben: egy új vízvezetéket, amely évtizedekig képes ellátni a megyét, egy új country klubot, egy új magániskolát, egy új megyei kórházat és a Nemzeti Vadpulyka Szövetség központját.

## Népesség
A település népességének változása:

| 2010 | 4 750 |
| 2020 | 2 322 |